# Paola, Kansas
Paola är en stad (city) i Miami County, i delstaten Kansas, USA. Enligt United States Census Bureau har staden en folkmängd på 5 590 invånare (2011) och en landarea på 12,7 km². Paola är huvudort i Miami County.